# Famine de 1030-1033
La famine de 1030-1033 est un fléau qui dura trois ans et fut causé par des mauvaises récoltes dues aux pluies abondantes pendant l'été qui provoquèrent le pourrissement du grain, notamment en France et en Allemagne. Le blé a atteint le prix de 60 sols d'or et de nombreux cas d’anthropophagie ont été signalés en France : on arrêtait les voyageurs pour les tuer et les dévorer par la suite. Certaines villes vendaient de la viande humaine sur leur marché.

## Témoignage
Le chroniqueur Raoul Glaber décrivit dans ses Histoires la famine, qui sévissait en Bourgogne, en évoquant notamment comment des voyageurs furent égorgés et servirent de nourriture à ceux qui les avaient accueillis ; ou encore comment, attirés dans des lieux isolés avec un fruit ou un œuf, des enfants furent massacrés et mangés.
Toujours selon Raoul Glaber, un boucher de Tournus a été brûlé vif pour avoir fabriqué des pâtés avec des enfants.
En 1033, une bonne récolte met fin à la famine.